# 뷰티풀 마인드 (드라마)
《뷰티풀 마인드》는 2016년 6월 20일부터 2016년 8월 2일까지 방영된 KBS 2TV 월화 미니시리즈이다.

## 기획의도
공감 제로 천재 신경외과 의사가 어느 날 갑자기 시작된 환자들의 기묘한 죽음에 얽히기 시작하면서 사랑에 눈뜨고 인간성을 회복해나가는 이야기

## 등장 인물

### 주요 인물
- 장혁 : 이영오 역 (아역 백승환) - 36세. 현성병원 신경외과 신임 조교수
- 박소담 : 계진성 역 - 26세. 중부경찰서 교통과 순경
- 윤현민 : 현석주 역 - 36세. 현성병원 흉부외과 신임 조교수
- 박세영 : 김민재 역 - 34세. 현성병원 신경과 펠로우
- 허준호 : 이건명 역 - 58세. 현성병원 심뇌혈관센터장
- 김종수 : 신동재 역 - 58세. 현성병원 병원장
- 오정세 : 강현준 역 - 38세. 현성병원 이사장
- 이재룡 : 채순호 역 - 52세. 현성병원 기획조정실장. 흉부외과
- 류승수 : 김명수 역 - 40대. 3선 국회의원. 여당 차기 대선후보

### 심뇌혈관센터 사람들
- 민성욱 : 소지용 역 - 30대 후반. 신경외과. TV 명의, 닥터 차트쇼 단골 출연자
- 김도현 : 권덕중 역 - 30대 후반. 심장내과 부교수. 늘 환하고 인자한 웃음. 화를 낼 때가 있다면 환자에게 불친절한 스탭을 볼 때 뿐
- 이성욱 : 유장배 역 (아역 이지환) - 30대 후반. 신경과. '우리가 남이야?'라는 정서로 똘똘 뭉친 인물. 의사인맥계의 허브. 동문회 총무. 동기모임 회장
- 조재완 : 오경진 역 - 30대 후반. 신경외과. 장기이식센터와 신경외과 중환자실 겸임 의사. 인턴 주머니에서 잔돈을 아껴 커피를 뽑아 먹는 짠돌이 지지리 궁상
- 정문성 : 황정환 역 - 30대 후반. 영상의학과 부교수 개인주의 성향이 강한 황정환에게 의사는 고소득 전문직
- 심이영 : 김윤경 역 - 30대 후반. 마취과 부교수. 석주의 의대 동기. 환아를 키우는 싱글맘. 조용하고 따뜻한 성품의 실력 있는 마취과 의사
- 전성우 : 홍경수 역 - 30대 초반. 마취과 펠로우. 마취과에 대한 자부심이 높은 열혈청년. 마취과와 김윤경에 대해 종교에 가까운 신망을 지니고 있음
- 동하 : 양성은 역 - 29세. 레지던트 3년차. 영오의 수술팀 전공의.. 강남 8학군 사교육 시장에서 길러진 의사
- 이시원 : 이시현 역 - 29세. 레지던트 3년차. 타고난 이목구비가 예쁘지만 말투는 다나까, 투박하고 뚝뚝한 스타일. 군기반장이며 얍삽한 양성은을 개무시
- 연제욱 : 송기호 역 - 32세. 흉부외과 펠로우. 세상만사를 화학공식, 생물학 이론으로 해석하려는 과학 오타쿠. 석주의 연구팀에서 노벨 의학상을 받을 수 있다는 꿈에 부풀어 있음
- 우정국 : 이광복 역 - 30대 중반. 심폐기사. 현성병원 소문의 진원지. 스테이션에서 노닥거리며 병원의 소식을 전하는 것이 큰 기쁨이자 낙
- 하재숙 : 장문경 역 - 30대 중후반. PA간호사. 임산부. 오랜 내공의 실력파 간호사. 인턴도 레지던트도 꼼짝 못하게 만듦
- 모리유 : 이해주 역 - 20대 후반. PA간호사. 찬바람이 쌩쌩 부는 똑 부러지는 스타일. 네 일, 내 일 업무구분이 명확하고 진상 환자에게도 가차 없는 서울깍쟁이
- 장기용 : 남호영 역 - 20대 후반. 병동 간호사. 패션리더이며 얼리어답터. 한 번도 간호사가 된 걸 후회해 본 일이 없는 진짜 간호사
- 김현숙 : 전비서 역 - 강현준의 비서

### 경찰서 사람들
- 정희태 : 박수범 역 - 40대 초반. 교통과 경사
- 공형진 : 노승찬 역 - 40대. 강력팀 팀장

### 그 외 인물
- 손종학 : 오영배 역 - 이건명의 옛 동료의사. 재생의료연구의 해외투자사 그린파머시의 대표자
- 박은혜 : 심은하 역 - 현성병원 병리과
- 장혁진 : 김수인 역 - 기자
- 류태호 : 양박사 역
- 양희명 : 천형사 역
- 김태형
- 박하준
- 서준영 : 이상준 역 - 절도범. 폐암말기 뇌전이 환자
- 허준석 : 홍일범 역 - 국가대표 축구선수
- 이동규 : 강철민 역 - 오토바이 택배맨
- 방대한 : 동준 역 - 강철민의 아들
- 백지원
- 박순천 : 계진성의 어머니 역
- 조병규 : 계정수 역 - 계진성의 동생
- 강의식 : 공보의 역
- 김다예 : 심장병 환자
- 김법래 : 강일도 역 - 강현준의 아버지
- 김정학 : 강현준의 형 역
- 이재욱
- 이영란 : 유옥경 역 - 귀부인. 폐암말기 뇌전이 환자
- 황태광 : 최상혁 역 - 유명한 방송앵커
- 이도현 : 요섭 역 - 최상혁의 아들
- 정순원 : 정한모 역 - 에어컨 실외기 설치 기사. 양성은의 중학교 동창
- 이재우 : 조윤호 역 - 경추 유잉육종(뼈에 생기는 암) 환자
- 서윤아 : 조윤호의 아내 역
- 원기준 : 염견호 역
- 조아인 : 김윤경의 딸 역
- 이미은 : 이건명의 아내 역
- 안지혜
- 예수정 : 계진성네 옆집 할머니 역

## 시청률
최저 시청률과 최고 시청률은 시청률 조사회사와 지역별로 시청률에 차이가 있을 수 있습니다.
| 2016년 | 2016년   | 2016년         | 2016년       | 2016년         | 2016년       |
| 회차   | 방송일   | TNmS 시청률    | TNmS 시청률  | AGB 시청률     | AGB 시청률   |
| 회차   | 방송일   | 대한민국(전국) | 서울(수도권) | 대한민국(전국) | 서울(수도권) |
| ------ | -------- | -------------- | ------------ | -------------- | ------------ |
| 제1회  | 6월 20일 | 4.5%           | 4.7%         | 4.1%           | 4.3%         |
| 제2회  | 6월 21일 | 4.3%           | 4.4%         | 4.5%           | 4.6%         |
| 제3회  | 6월 27일 | 4.7%           | 4.9%         | 4.8%           | 5.0%         |
| 제4회  | 6월 28일 | 4.0%           | 4.2%         | 4.5%           | 4.6%         |
| 제5회  | 7월 4일  | 4.1%           | 4.3%         | 3.5%           | 3.8%         |
| 제6회  | 7월 5일  | 4.0%           | 4.1%         | 4.0%           | 4.2%         |
| 제7회  | 7월 11일 | 3.7%           | 3.8%         | 3.5%           | 3.6%         |
| 제8회  | 7월 12일 | 4.3%           | 4.6%         | 3.5%           | 3.8%         |
| 제9회  | 7월 18일 | 3.8%           | 4.1%         | 4.4%           | 4.7%         |
| 제10회 | 7월 19일 | 4.0%           | 4.3%         | 3.9%           | 4.2%         |
| 제11회 | 7월 25일 | 3.2%           | 3.5%         | 3.4%           | 3.6%         |
| 제12회 | 7월 26일 | 3.7%           | 3.8%         | 3.9%           | 4.1%         |
| 제13회 | 8월 1일  | 2.0%           | 2.2%         | 2.8%           | 3.0%         |
| 제14회 | 8월 2일  | 2.6%           | 2.9%         | 3.2%           | 3.5%         |

## 조기 종영
- 2016년 7월 22일 : 뷰티풀 마인드 방영 분량이 16부작에서 2회 축소되어 14부작으로 변경 및 확정되었다.[3]

## 참고 사항
윤현민과 박세영은 내 딸, 금사월에 이어서 두번째로 의기투합하게 된 작품이다.

## 동시간대 드라마
MBC 월화드라마
- 몬스터 (2016년 3월 28일 ~ 2016년 9월 20일)

SBS 월화드라마
- 닥터스 (2016년 6월 20일 ~ 2016년 8월 23일)